# Braintree Town F.C.
Braintree Town F.C. er en engelsk fodboldklub beliggende i Braintree, Essex. Klubben spiller hjemmekampe på Cressing Road med en kapacitet på 4.222 tilskuere, hvoraf 553 af dem er sæder. Klubben spiller i National League, den femtebedste række i England.

## Historie

### Tidligere navne
Klubben blev stiftet den 24. september 1898, men med navnet Manor Works. I 1921 skiftede klubben navn til Crittall Athletic. I 1968 ændrede klubben navn til Braintree & Crittall Athletic. I 1981 skiftede klubben navn til Braintree F.C. Og et år senere ændrede klubben navn til det nuværende, Braintree Town F.C.

### 2023-24 sæsonen
Efter 46 kampe i National League South, den sjettebedste fodboldrække i England, endte klubben på en 5. plads, som betød, at klubben røg videre til playoffs om oprykning til National League.

#### Kvartfinalerne
I kvartfinalerne af playoffs, skulle Braintree spille mod Bath City. Kampen endte med en 1-0 sejr til Braintree efter forlænget spilletid. Målet til 1-0 blev scoret af Tom Blackwell.

#### Semifinalerne
I semifinalerne af playoffs, skulle Braintree spille mod Chelmsford. Braintree førte 2-0 efter 70 minutter, men Chelmsford’s Jermaine Francis og George Alexander scorede 2 mål i 2 minutter. Kampen endte med en 2-3 sejr til Braintree efter forlænget spilletid, efter et mål scoret af Jayden Davis 98. minut.

#### Finalen
I finalen om oprykningsplayoff til National League, skulle Braintree spille mod Worthing. Kampen endte med et resultat på 3-3 i ordinær spilletid, men endte med en 3-4 sejr til Braintree efter forlænget spilletid, som betød at Braintree skulle spille i National League i 2024-25 sæsonen.